# Quốc kỳ Bangladesh

Quốc kỳ Bangladesh

Quốc kỳ Bangladesh (tiếng Bengal: বাংলাদেশের জাতীয় পতাকা) hiện nay chính thức được sử dụng từ ngày 17 tháng 1 năm 1972, được đơn giản hóa từ lá cờ trong cuộc Chiến tranh giành độc lập Bangladesh năm 1971. Lá cờ có tỉ lệ là 3:5. Hình tròn giữa lá cờ là mặt trời mọc ở xứ Bengal, đồng thời cũng tượng trưng cho máu của những người đã hy sinh vì độc lập của Bangladesh. Màu xanh lá cây trên nền lá cờ tượng trưng cho sự phì nhiêu, tươi tốt của đất đai.

Lá cờ năm 1971 của Bangladesh

Trước kia, lá cờ đầu tiên của Bangladesh có hình bản đồ đất nước Bangladesh ở giữa nhưng sau đó bị bỏ đi để thuận tiện hơn cho việc vẽ cờ.

## Những lá cờ tương tự
- Lá cờ Thổ dân Úc
- Nhật Bản
- Lào
- Palau
- Zaire
- Niger